# Rosine Elisabeth Menthe
Rosine Elisabeth Menthe, también: Mente,  Menthin o Menten (17 de mayo de 1663 en Minden - 20 de mayo de 1701, ibid), conocida como Madame Rudolfine, fue esposa morganática del duque Rodolfo Augusto (1627-1704), duque de Brunswick-Lüneburg y  príncipe de Brunswick-Wolfenbüttel.

## Biografía
Rosine era hija del barbero Franz Joachim Menthe y nació en Minden. Siendo niña, se marchó a vivir a  Brunswick, con su hermana Anna Dorothea, casada con Johann Peter Lautensack que era mayordomo del duque Rudolf August. Rosine comenzó a trabajar en 1680 como ayudante de cámara de la duquesa Christiane Elisabeth (1634-1681) esposa del duque Rudolf August. La duquesa falleció el 2 de mayo de 1681 y pocas semanas después, con apenas dieciocho años,  se casaba con el propio duque. 
No recibió ningún título durante sus veinte años de matrimonio con el duque,  sino que fue simplemente conocida como "Madame Rudolfine"  .  El matrimonio no tuvo hijos.
Para Rosine, reconstruyó el duque en 1695, el castillo de Vechelde, cerca de Braunschweig,  por el constructor Hermann Korb.
Rosine murió en 1701 y fue enterrada en la Catedral de Brunswick . 